# John Alfred Cuthbert
John Alfred Cuthbert (* 3. Juni 1788 in Savannah, Georgia; † 22. September 1881 bei Mobile, Alabama) war ein US-amerikanischer Politiker. Zwischen 1819 und 1821 vertrat er den Bundesstaat Georgia im US-Repräsentantenhaus.

## Werdegang
John Alfred Cuthbert war der jüngere Bruder von Alfred Cuthbert (1785–1856), der zwischen 1813 und 1843 den Staat Georgia in beiden Kammern des Kongresses vertrat. Er studierte bis 1805 am Princeton College. Nach einem anschließenden Jurastudium und seiner im Jahr 1809 erfolgten Zulassung als Rechtsanwalt begann er in Eatonton in seinem neuen Beruf zu arbeiten. Gleichzeitig schlug er als Mitglied der Demokratisch-Republikanischen Partei eine politische Laufbahn ein.
In den Jahren 1811, 1813 und 1817 saß er als Abgeordneter im Repräsentantenhaus von Georgia, von 1814 bis 1815 gehörte er dem Staatssenat an. Während des Britisch-Amerikanischen Krieges von 1812 befehligte er eine Kompanie freiwilliger Soldaten. Bei den staatsweit abgehaltenen Kongresswahlen des Jahres 1818 wurde Cuthbert für das vierte Abgeordnetenmandat von Georgia in das US-Repräsentantenhaus in Washington, D.C. gewählt, wo er am 4. März 1819 die Nachfolge von Zadock Cook antrat. Bis zum 3. März 1821 konnte er eine Legislaturperiode im Kongress absolvieren.
Im Jahr 1822 wurde Cuthbert von Präsident James Monroe zum Unterhändler mit den Creek-Indianern ernannt. In den Jahren 1830, 1833 und 1834 war er als Secretary of the State Senate in der Verwaltung des Senats von Georgia angestellt. Zwischen 1831 und 1837 gab Cuthbert in Milledgeville die Zeitung „Federal Union“ heraus, deren Eigentümer er auch wurde.
Im Jahr 1837 zog Cuthbert nach Mobile in Alabama, wo er als Anwalt praktizierte. In der Nähe dieser Stadt erbaute er sein Anwesen „Sans Souci“. Von 1843 bis 1848 war er Richter im Mobile County. Zwischen 1852 und 1853 fungierte er dort als Bezirksrichter. Während des Bürgerkrieges war Cuthbert Verwaltungsangestellter (Clerk) im Gerichtsbezirk von Mobile. Danach arbeitete er bis ins hohe Alter als Rechtsanwalt. Er starb am 22. September 1881 auf seinem Anwesen nahe Mobile.